# Trichopolydesma
Trichopolydesma là một chi bướm đêm thuộc họ Erebidae.